# Cosima (Vorname)
Cosima (auch Kosima) ist ein weiblicher Vorname.

## Herkunft und Bedeutung des Namens
Cosima ist die weibliche Form des Namens Cosimo, der seinerseits auf den griechischen Namen Kosmas zurückzuführen ist. Die Bedeutung ist in etwa „die Ordentliche/Ruhige/Schmückende“. Namenstag ist der 26. September.

## Namensträgerinnen
- Cosima Bellersen Quirini (* 1960), deutsche Schriftstellerin und Kinderbuchautorin
- Cosima von Bonin (* 1962), deutsche Künstlerin
- Cosima von Borsody (* 1966), deutsche Schauspielerin
- Cosima Cabrera (* 1992), US-amerikanische Schauspielerin
- Cosima Clotten (* 24. Mai 2000), deutsche Ruderin
- Cosima Dannoritzer (* 1965), deutsche Filmautorin und Filmproduzentin
- Cosima Eggers-von Wittenburg (* 1968), deutsche Juristin und Richterin
- Cosima Henman (* 1996), deutsche Schauspielerin
- Cosima Arabella-Asereba Kiesbauer, bekannt als Arabella Kiesbauer (* 1969), deutsche Fernsehmoderatorin
- Cosima Lange (* 1976), deutsche Autorin, Filmproduzentin und -regisseurin
- Cosima Lehninger (* 1990), österreichische Schauspielerin
- Cosima Schnell (* 1967), deutsche Filmeditorin aus München
- Cosima Soulez Larivière (* 1996), französisch-niederländische Geigerin
- Cosima Viola (* 1988), deutsche Schauspielerin
- Cosima Wagner (1837–1930), Tochter des Komponisten Franz Liszt und zweite Ehefrau Richard Wagners